# Høyre
Høyre (H) is een Noorse conservatieve politieke partij. De naam van de partij is het Noorse woord voor 'rechts' en dateert uit de negentiende eeuw. De conservatieven nemen sinds de Franse Revolutie immers meestal plaats aan de rechterhand van de voorzitter in het parlement. Internationaal heeft men het vaak over de Conservatieve Partij van Noorwegen.
Sinds de jaren 1920 is de partij vaak de tweede grootste van Noorwegen geweest, maar sinds de late jaren 1990 is die positie ingenomen door de Fremskrittspartiet, een van de belangrijkste concurrenten op rechts in Noorwegen. In 2008 heeft de partij ongeveer 25 000 leden in haar rangen. De partij wordt veelal geassocieerd met het rijkere deel van de bevolking dat ze zouden vertegenwoordigen.
Inhoudelijk heeft de partij in Nederland het meest overeenstemming met de VVD, terwijl in Vlaanderen de Open Vld het dichtstbij ligt. 

## Geschiedenis

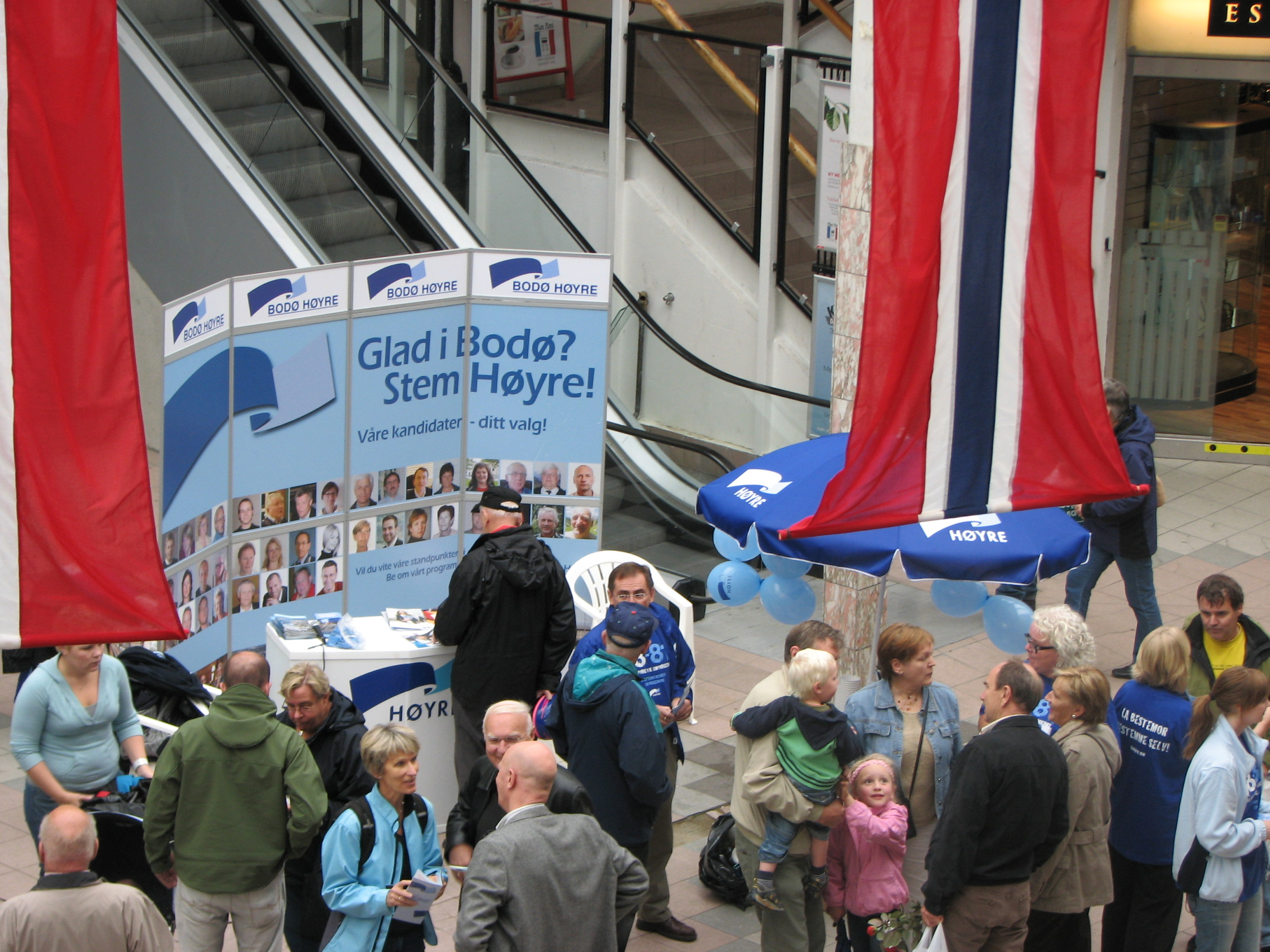
Verkiezingscampagne van Høyre in Bodø, 2007

De 'rechtse' partij is opgericht in 1884. Vroeger in dat jaar is ook al Venstre ontstaan, waardoor de partij de tweede oudste is van het land. Aanvankelijk zijn de 'linkse' (in het Noors venstre) liberalen de belangrijkste opponenten, maar als spoedig worden dat de sociaaldemocraten. Voor lange tijd zal Høyre de grootste centrumrechtse formatie van Noorwegen zijn. In het Interbellum probeert ze in een niet-socialistische regering te bekomen, waar men niet in slaagt.
Pas in de jaren 1960 komt de partij opnieuw in de regering. Daarna is er onder eerste minister Kåre Willoch nog een conservatieve minderheidsregering in de jaren 1980 en maakt de partij deel uit van de kabinetten van Kjell Magne Bondevik in de tweede helft van de jaren 1990 en de eerste helft van de jaren 2000. In 2005 haalt de partij een erg slecht resultaat dat in 2009 ten dele zal worden goedgemaakt. Ondertussen is de partij verwezen naar de oppositiebanken.
Het lukte partijleider Erna Solberg in 2013 om na de parlementsverkiezingen van 2013 een regering te vormen met de rechtse Fremskrittspartiet (Frp). Zij werd daarom de nieuwe premier van het land. De samenstelling van het kabinet veranderde tot 2021 een aantal keer, Venstre (V) en de Kristelig Folkeparti (KrF) leverden eerst gedoogsteun aan de minderheidsregering, maar sloten in respectievelijk 2018 en 2019 allebei aan in het kabinet. In 2020 verliet Frp de regering nadat men een IS-vrouw en haar kinderen terughaalde naar Noorwegen. 
Na de Noorse parlementsverkiezingen 2021 verloor deze burgerlijke coalitie de meerderheid, waardoor Erna Solberg aftrad als premier. Høyre was de grootste verliezer van de verkiezingen met een verlies van negen zetels. Daarmee kwam Høyre in het Storting in de oppositie terecht.
Over het algemeen kent enkel de Arbeiderpartiet een grotere aanhang. In twee van de vier grootste Noorse steden - Oslo en Bergen - zijn de conservatieven de grootste politieke groep.

## Ideologie
De partij staat historisch gezien eerst tegenover de liberalen en later tegenover de socialisten. Men is voor een vrije markteconomie en wil de belastingen en overheidsuitgaven terugdringen. Men is voor verdere privatiseringen. De conservatieven zijn steeds de meest pro-Europese partij van hun land geweest. In de volksraadplegingen van 1972 en 1994 steunen ze het plan voor Noors lidmaatschap van de Europese Unie.
Ondanks de centrumrechtse standpunten en de naam 'Conservatieve Partij' houdt Høyre er een ethisch progressief programma op na. Zo is men voor het homohuwelijk en adoptie door holebikoppels.

## Partijleiders
- Emil Stang (1884-1889)

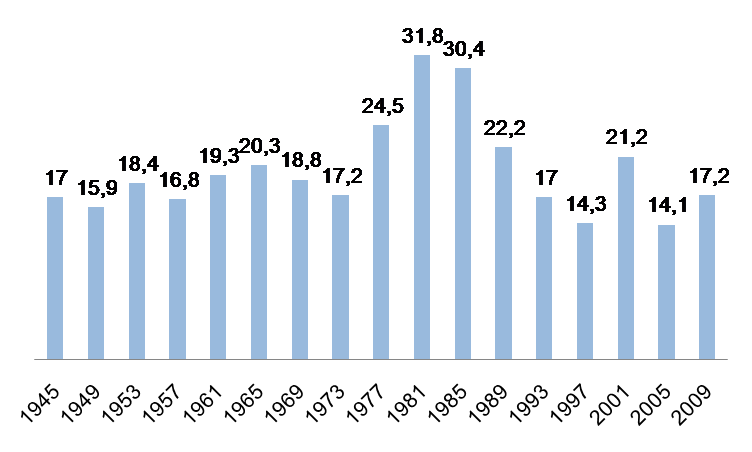
Stemmenpercentage sinds 1921

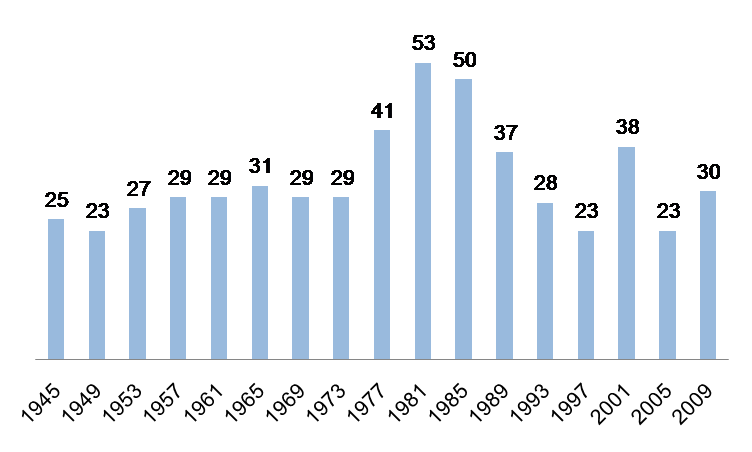
Zetels in het Storting sinds 1921

- Christian Homann Schweigaard (1889-1891)
- Emil Stang (1891-1893)
- Christian Homann Schweigaard (1893-1896)
- Emil Stang (1896-1899)
- Francis Hagerup (1899-1902)
- Ole L. Skattebøl (1902-1905)
- Edm. Harbitz (1905-1907)
- Fredrik Stang (1907-1911)
- Jens Bratlie (1911-1919)
- Otto Bahr Halvorsen (1919-1923)
- Ivar Lykke (1923-1926)
- Carl Joachim Hambro (1926-1934)
- Johan H. Andresen (1934-1937)
- Ole Ludvig Bærøe (1937-1940)
- Arthur Nordlie (1945-1950)
- Carl Joachim Hambro (1950-1954)
- Alv Kjøs (1954-1962)
- Sjur Lindebrække (1962-1970)
- Kåre Willoch (1970-1974)
- Erling Norvik (1974-1980)
- Jo Benkow (1980-1984)
- Erling Norvik (1984-1986)
- Rolf Presthus (1986-1988)
- Kaci Kullmann Five (1988)
- Jan P. Syse (1988-1991)
- Kaci Kullmann Five (1991-1994)
- Jan Petersen (1994-2004)
- Erna Solberg (2004-)